# Рибалко Віктор Іванович
Ві́ктор Іва́нович Риба́лка «Ри́бка» (*30 червня 1950, Баку — †12 травня 2005, Київ) — кримінальний авторитет на прізвисько «Рибка».

## Життєпис
Народився в Баку 30 червня 1950 року, на початку 90-х років проживав у Києві на Чоколівському бульварі, 27, кв. 49. Був керівником надзвичайно могутнього і таємного злочинного угрупування.
Спеціалізація:
- контроль фінансової діяльності в кредитово-банківській системі;
- здійснення вбивств на замовлення;
- крадіжки, грабежі, розбої, здирства.

Організоване злочинне угрупування «Рибки» в основному діяло у Києві, але мало інтереси у всіх регіонах України, а так само країнах ближнього і далекого зарубіжжя.
Бізнес Віктор починав з рекету. Спочатку він разом з іншим відомим авторитетом Олександром Ткаченком (на прізвисько «Ткач») були бригадирами злочинної групи Володимира Нікулічева («Пулі»), займались здирництвом і витісненням кавказців з Києва. Після загадкової смерті Нікулічева в ДТП 1992 року Ткач і Рибка організували самостійні угрупування.
З 1992 по 1995 роки у «Рибки» були три заступники:
- Власюк Костянтин Миколайович, 1957 р. н., проживав у Києві по вул. Косіора, 33/30, кв. 38, раніше судимий, кримінальне прізвисько «Кульгавий», убитий 19 квітня 1995 року;
- Лейко Сергій Ілліч, 1959 року народження, проживав у Києві по вул. Чкалова, 746, кв. 22, кримінальне прізвисько «Лійка», убитий 6 травня 1995 року;
- Глушко Василь Павлович, 1943 року народження, прописаний в Обухові Київської області, проживав в Києві по вул. Сапірне поле, б.45, кв.27, кримінальне прізвисько «Палич» (убитий 8 серпня 1997 року).

Бригадири: «Борман», «Гонзик», «Чук», «Адольф», «Боровик», «Віля», Костя Григорян.
У вказаний період часу Віктор Рибалко і його ОЗУ контролювали роботу і доходи наступних комерційних структур:
- компанію «UMC»
- «Пульсар»
- «Політех»
- похоронне бюро «Скорбота»
- корпорацію «Республіка»
- корпорацію «Українська фінансова група»
- кафе: «Львів» (вул. Артема), «Вінничанка» (Московський район), «Бурбон» (вул. Бориспільська, 28);
- ресторани: «Верховина», «Краків» (пр-т Берестейський);
- спортклуб «Локомотив»;
- спорткомплекс Педагогічного університету;
- міські кладовища.

На початку 90-х Рибалко налагодив відносини з «авторитетом» Сергієм Лейком («Лійка»), який, у свою чергу, мав зв'язки з карним злочинцем старої генерації Вовою Чорним. У Лейка виник конфлікт з Рибкою і він готував замах на останнього. Але Рибка випередив супротивника: Лейка розстріляли в 1995 році серед білого дня на багатолюдній вулиці. Кілером виявився бандит середньої руки, якого Лейко свого часу жорстоко побив. Той узяв вбивство на себе. А вслід за смертю Лейка послідувало зникнення Чорного, імовірно, його теж вбили.
ОЗУ «Рибки» швидко увійшло до п'ятірки наймогутніших столичних угрупувань. Основним джерелом її доходів було, за оперативними даними, здирництво у підприємців малого і середнього бізнесу. Не уникнув Віктор Рибалко і арештів. Був судимий за крадіжки особистого майна, підробку документів і незаконне зберігання зброї, але звільнений за амністією. «Старий» склад київського УБОЗу неодноразово практикував затримання «Рибки» якраз в день його народження і «визначав відпочити на 15 діб».
Коли «зачистки» криміналітету в Києві посилилися, «Рибка» виїхав до Нідерландів. Там він отримав громадянство і відкрив свій бізнес. Київськими підприємствами Рибалко керував «віртуально», лише іноді навідувався на батьківщину, щоб побачити свою стареньку маму.
У 2000 році візит до Києва ледве не вартував йому життя. 5 вересня того року був буквально порешечений джип «Мерседес», в якому їхав «Рибка». Не зважаючи на те, що кілери спустошили два магазини «калашникова» і вбили попутника Рибалко Олега Козлова (Чахлий), сам кримінальний авторитет не отримав ні подряпини. «Рибка» знову подався в «еміграцію».
У цей час одним з довірених «бригадирів» Рибалка в Україні був Віталій Чудновський, згодом народний депутат від «БЮТ».

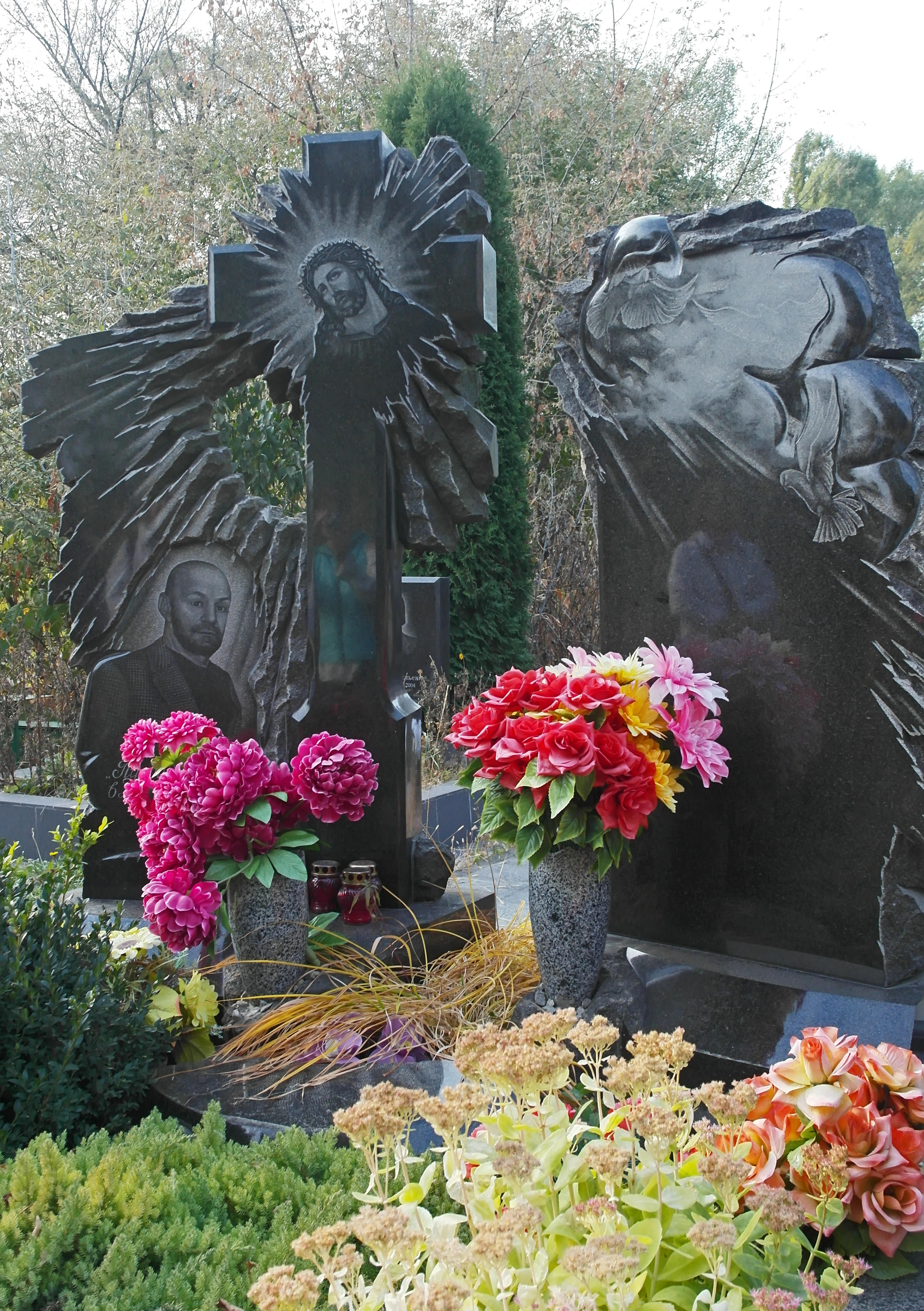
Могила Рибалка Віктора («Рибки»), Совське кладовище

Точилися розмови і про те, що Віктор Рибалко спільно з Ігорем Бакаєм починали спільний бізнес з розкручування українських боксерів — братів Кличків — на міжнародній арені. У оперів київського УБОЗу є фотографії, що відобразили «Рибку», активно «відпочиваючого» з братами-боксерами на Олімпіаді в Атланті. Пізніше «Рибка» відійшов від цього бізнесу. Існує ряд непрямих припущень, що «Рибка» мав сумісний бізнес з Бакаєм.
За словами правоохоронця Валерія Кура, Рибалко намагався зробити бокс своєю сферою впливу. Однак цьому завадили німецькі та українські правоохоронні органи.

## Вбивство
12 травня 2005 року близько 18:40 Віктор вийшов з хімчистки з пакетом білизни. Але пройти по вулиці Франка йому вдалося недалеко: біля будинку № 19 (Мінкультури і туризму), по ньому було відкрито вогонь з автоматичної зброї (імовірно, пістолета-кулемета «Скорпіон»).
Вогонь вівся на швидкості з машини темного кольору, що проїздила повз нього. Всього було випущено близько двадцяти куль. Близько десяти з них потрапили в огорожу і бетонну огорожу будівельного майданчика, повз який проходив Віктор. Від отриманих поранень авторитет загинув на місці. Зловмисникам вдалося сховатися. Міліцією був введений в дію план «Буран», проте за гарячими слідами затримати злочинців не вдалося.